# مخطوطات كوتار
مخطوطات كوتار (بالإسبانية، Los manuscritos de Cútar) مخطوطات تُشير إلى ثلاث وثائق من إسبانيا الإسلامية (الأندلس) اُكتُشفَت في عام 2003 في قرية كوتار في مقاطعة مالقة. وكانت الوثائق، بما في ذلك نسخة من القرآن الكريم وكتابين آخرين، مخفية خلف جدار منزل قديم لأكثر من 500 عام. وكشفت الأبحاث اللاحقة أن هذه الكتب قد تركها هناك محمد الطيار (Muhammad Al-Ŷayyār)، الفقيه والإمام في قرية أقوتة آنذاك، حوالي عام 1500.
وصل الطيار إلى كوتار عام 1490، وربما كان يعيش في منطقة أخرى بالأندلس قبلئذٍ. وبعد سقوط الأندلس، واجه خيار القتل أو اعتناق المسيحية أو المنفى. فاختار الأخير، وعلى أمل العودة يومًا ما، قرر إخفاء الكتب خلف الجدار. ولم يتمكن من استعادة الكتب أبدًا. اُكتُشفَت أخيرًا بالصدفة في 28 حزيران 2003، عندما كان العمال يقومون بتجديد منزل مالكته الحالية (ماجدالينا سانتياغو)، التي أبلغت السلطات.
يُحتفظ بالكتب الآن في أرشيف مالقة التاريخي (Archivo Histórico Provincial de Málaga). يعود تاريخ القرآن الكريم، وهو مربع الشكل، إلى العصر الموحدي، إما في القرن الثاني عشر أو الثالث عشر، مما يجعله واحدًا من أقدم نسختين من القرآن الكريم في إسبانيا. أما الوثيقتان الأخريان فقد كتبهما الطيار بشكل رئيس، وتحتويان على تفاصيل عن عمله فقيهًا للقرية، ورواياته عن الأحداث المعاصرة مثل سقوط غرناطة عام 1492 وزلزال مالقة عام 1494. كما يُحتفظ بنسخ طبق الأصل من الكتب في متحف منفيون في كوتار.